# La vida breve (Onetti)
La vida breve (Das kurze Leben) ist ein Roman von Juan Carlos Onetti aus dem Jahr 1950. Das Werk
gilt allgemein als wichtigster Wegbereiter des modernen lateinamerikanischen Romans.

## Handlung
Der Protagonist Juan María Brausen steckt in einer tiefen Lebenskrise. Mit vierzig Jahren scheint ihm das Leben nichts mehr zu bieten zu haben: Er ist als Werbetexter relativ erfolglos, schüchtern und führt ein bemitleidenswert asketisches Dasein mit der einzigen Frau, die ihn je verführt hat. Beim Schreiben eines Drehbuches erfindet er einen Doppelgänger, den Kleinstadtarzt Díaz Grey, dessen Leben er zu führen beginnt. Er bricht zunehmend aus seiner bisherigen bürgerlichen Existenz aus und verstrickt sich immer tiefer in einer Welt voller Prostituierter, Kriminalität und Drogen, aber auch voller Liebe und Begehren.
Auszüge
„Ich war an dem unbestimmten Tag verschwunden, an dem meine Liebe zu Gertrudis geendet hatte; ich lebte im geheimen Doppelleben von Arce und dem Provinzarzt weiter. […] Ich wurde wieder geboren, wenn ich die wechselnden Gerüche des Zimmers einatmete, wenn ich mich aufs Bett warf, um Gin zu trinken, während ich die Randbemerkungen und Nachrichten, die Quecas Stimme herunterleierte, hörte und das bereits vertraute Lachen […].“
„Mittlerweile arbeitete ich kaum mehr und existierte nur noch: Ich war Arce während der regelmäßigen Saufereien mit der Queca, während des wachsenden Vergnügens, sie zu schlagen, während des Staunens, dass es mir leicht fiel und ein Bedürfnis war; ich war Díaz Grey, ich schrieb über ihn […].“

## Veröffentlichung
- Juan Carlos Onetti: Das kurze Leben. Aus dem Spanischen übersetzt von Curt Meyer-Clason. Suhrkamp, Frankfurt am Main 1999, ISBN 3-518-37161-4.